# Olebile Gaborone
Olebile Marakadu Gaborone (n. 1947) es un político botsuano que se ha desempeñado como Alto Comisionado de Botsuana ante Mozambique desde 2016. Previamente fue miembro de la Asamblea Nacional de Botsuana en representación del distrito de Tlokweng entre 2004 y 2014. Fue miembro del opositor Frente Nacional de Botsuana (BNF) y entre 2009 y 2010 ejerció como líder de la Oposición en el Parlamento antes de abandonarlo y desertar al gobernante Partido Democrático de Botsuana (BDP). Fue el último líder de la Oposición nacido antes de la independencia de Botsuana. Desde el BDP, ejerció como Ministro Adjunto de Gobierno Local y Desarrollo Rural de febrero de 2013 a octubre de 2014.
Gaborone se graduó con una Licenciatura en Humanidades de la Universidad de Botsuana, Lesoto y Suazilandia (actual Universidad de Botsuana en su país), y una Maestría en Educación por la Universidad de Manchester. Antes de su carrera política, Gaborone trabajó como director ejecutivo de Botswana Telecommunications Corporation, director gerente de Longman Botswana y profesor y registrador de cuentas de la Universidad de Botsuana.
En las elecciones generales de 2014 buscó retener su escaño como candidato del BDP y fue derrotado por Same Bathobakae, de la coalición opositora Paraguas para el Cambio Democrático (UDC).